# Pédalier (orgue)
Pour les articles homonymes, voir Pédale.
Pour un article plus général, voir Console (orgue).
 (octobre 2024).
Si vous disposez d'ouvrages ou d'articles de référence ou si vous connaissez des sites web de qualité traitant du thème abordé ici, merci de compléter l'article en donnant les références utiles à sa vérifiabilité et en les liant à la section « Notes et références ».

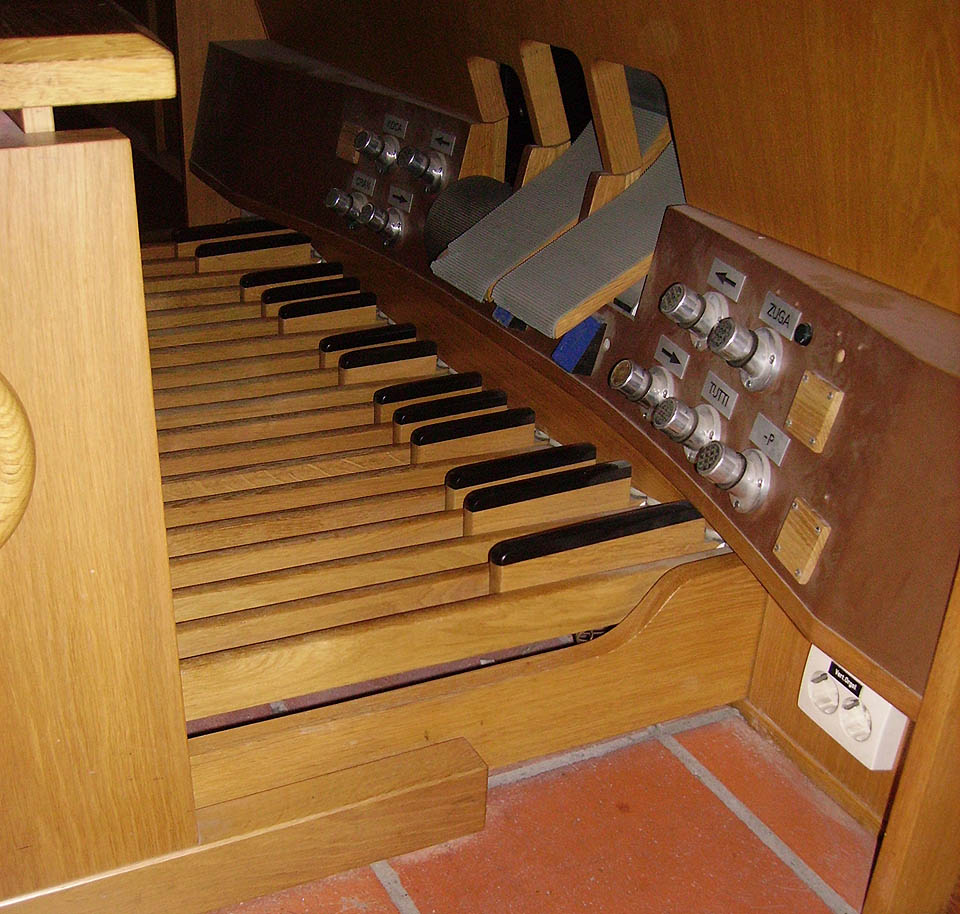
Pédalier d'orgue (BDO 32 marches).

Le pédalier est un clavier d'instrument de musique spécialement conçu pour jouer de l'instrument à l'aide des pieds. C'est l'un des éléments essentiels de l'orgue.
On a aussi pu équiper de pédalier des clavecins et des pianos, ce dernier instrument étant même doté d'un modeste mais propre répertoire.

## Histoire
La première idée de pédalier est née lorsque les organistes ont éprouvé le besoin de remplacer les clefs de blocage de certaines notes graves pour changer plus aisément les notes de basse pour soutenir la polyphonie naissante (bourdon ou teneur). Il s'agissait alors simplement de quelques chevilles placées à hauteur des pieds qui permettaient d'actionner les notes les plus graves du clavier par l'intermédiaire d'un mécanisme de tirasse (probablement une simple cordelette tendue entre la cheville et la marche du clavier). On situe la naissance de ce mécanisme vers le XIIIe siècle.
On rencontre l'usage du pédalier proprement dit dès le XVe siècle et sans doute pour des raisons de complexité mécanique, il sera souvent indépendant, c'est-à-dire sans tirasse. Les pédaliers ou « claviers de pédales » des anciens orgues français jusqu'au commencement du XIXe se composaient de tenons ou petites pièces de bois, faisant saillie hors du plancher, sur deux rangs qui pouvaient être à plat, un peu ou très inclinés. À la même époque, existaient déjà dans les orgues allemands des pédaliers plus commodes, composés de « marches » allongées et rapprochées les unes des autres, de sorte que l'exécutant pouvait les actionner soit de la pointe du pied, soit du talon. L'espacement des marches était ajusté de telle sorte qu'à l'enfoncement, le pied n'enfonce qu'une marche à la fois.
Dès le début du XVIIe siècle, le pédalier des grands orgues embrassait déjà 28 à 30 notes voire 36 avec le grand ravalement en France. C'était la dimension du pédalier de Bach. En Angleterre, on ne construisit de pédaliers qu'en 1790 sans jeu propre et parlant uniquement à l'aide de tirasses. Pour y suppléer, on ajoutait quelquefois à la basse des claviers manuels, une série de tuyaux de 16 pieds. Le pédalier « à la française » rendait très difficiles le jeu lié et l'exécution des passages rapides. Raison pour laquelle les pédaliers « à l'allemande » leur furent généralement substitués vers 1836 ; à cette époque, on refit ainsi, sur la demande de Boëly, le pédalier de Saint-Germain-l'Auxerrois à Paris et bien d'autres.

## Normalisation
Le Congrès catholique tenu à Malines en 1864 fixa dans sa section de musique religieuse la plupart des « normes » qui seront utilisées dans la construction des orgues et donc, les dimensions d'un pédalier normalisé proposé aux facteurs pour l'unification de la construction et du jeu de l'instrument :
- nombre des touches pour les orgues ordinaires, 27 (do à ré) ;
- pour les grandes orgues, 30 (do à fa) ;
- largeur d'un pédalier de 27 touches, 975 mm ;
- longueur apparente des touches, 600 mm ;
- entre-axe des marches diatoniques, 65 mm ;
- longueur des rehausses des dièses, 130 mm ;
- hauteur des mêmes, 50 mm, dépassant les notes naturelles de 25 mm ;
- inclinaison vers la pointe du pied environ 4 %, soit 2 cm pour 60.

La position du pédalier relativement aux claviers manuels fut également déterminée : Le troisième ré du premier clavier manuel est à la verticale du deuxième ré du pédalier.
Cette norme a été réactualisée en y ajoutant le format du pédalier de 32 marches que l'on trouve sur la plupart des orgues modernes, en particulier lorsque ceux-ci ont des claviers de 5 octaves (61 touches).

### Les différents types de pédaliers

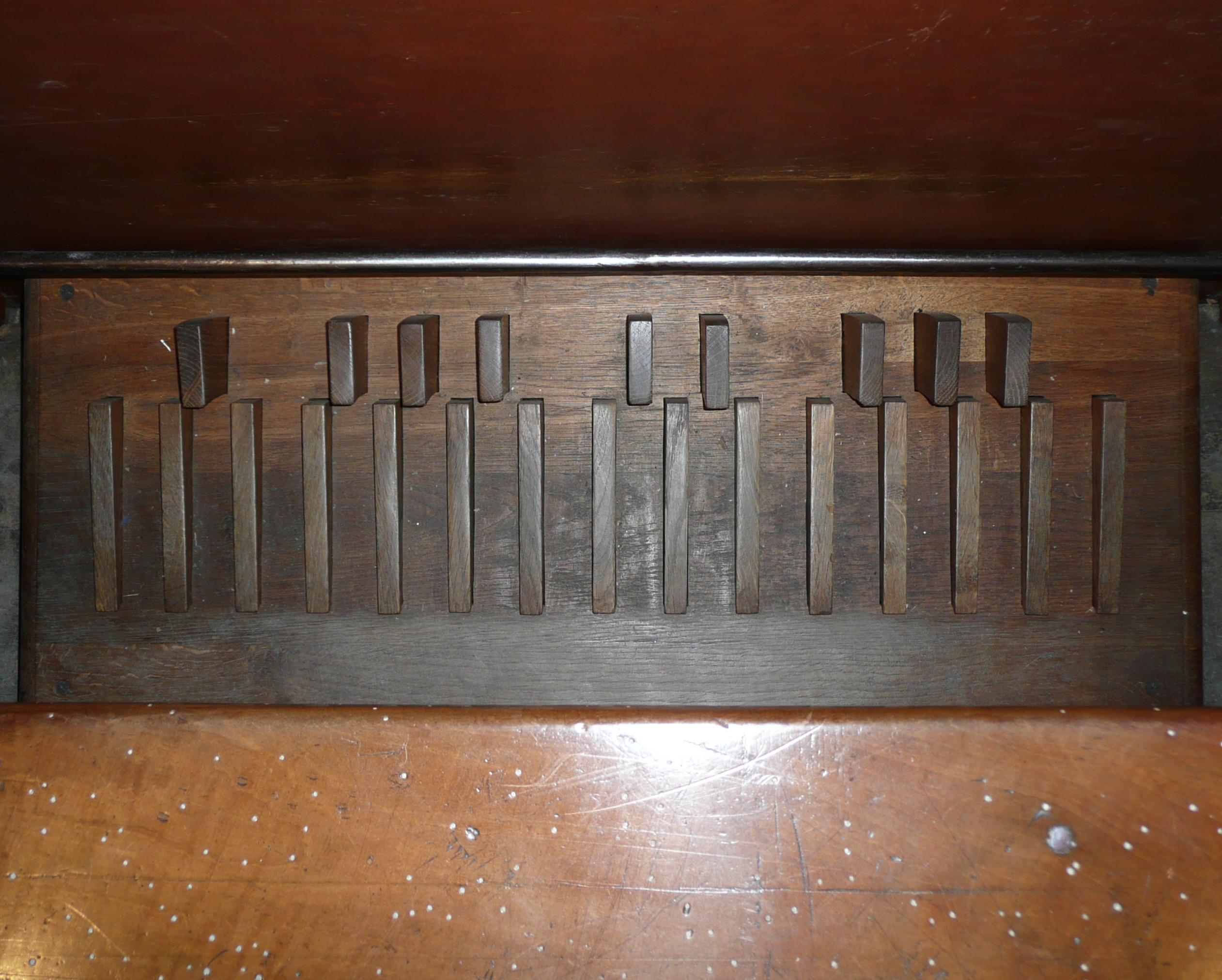
Pédalier à la française (Orgue Jean-Baptiste Micot, Cathédrale St Pons).

Malgré ces essais de normalisation, on rencontre de par le monde au moins cinq types de pédaliers :
- le pédalier classique français (conservé dans les orgues classés « Monument historique ») à marches parallèles courtes ;
- le pédalier classique à l'allemande à marches parallèles longues de forme simple horizontale ;
- le pédalier moderne à l'allemande à marches parallèles longues de forme concave (le plus répandu) à la norme BDO[Note 1] ;
- le pédalier moderne à marches radiales longues de forme concave à la norme BDO[Note 1] ;
- le pédalier moderne à l'américaine à marches radiales de forme concave à la norme AGO[Note 2].

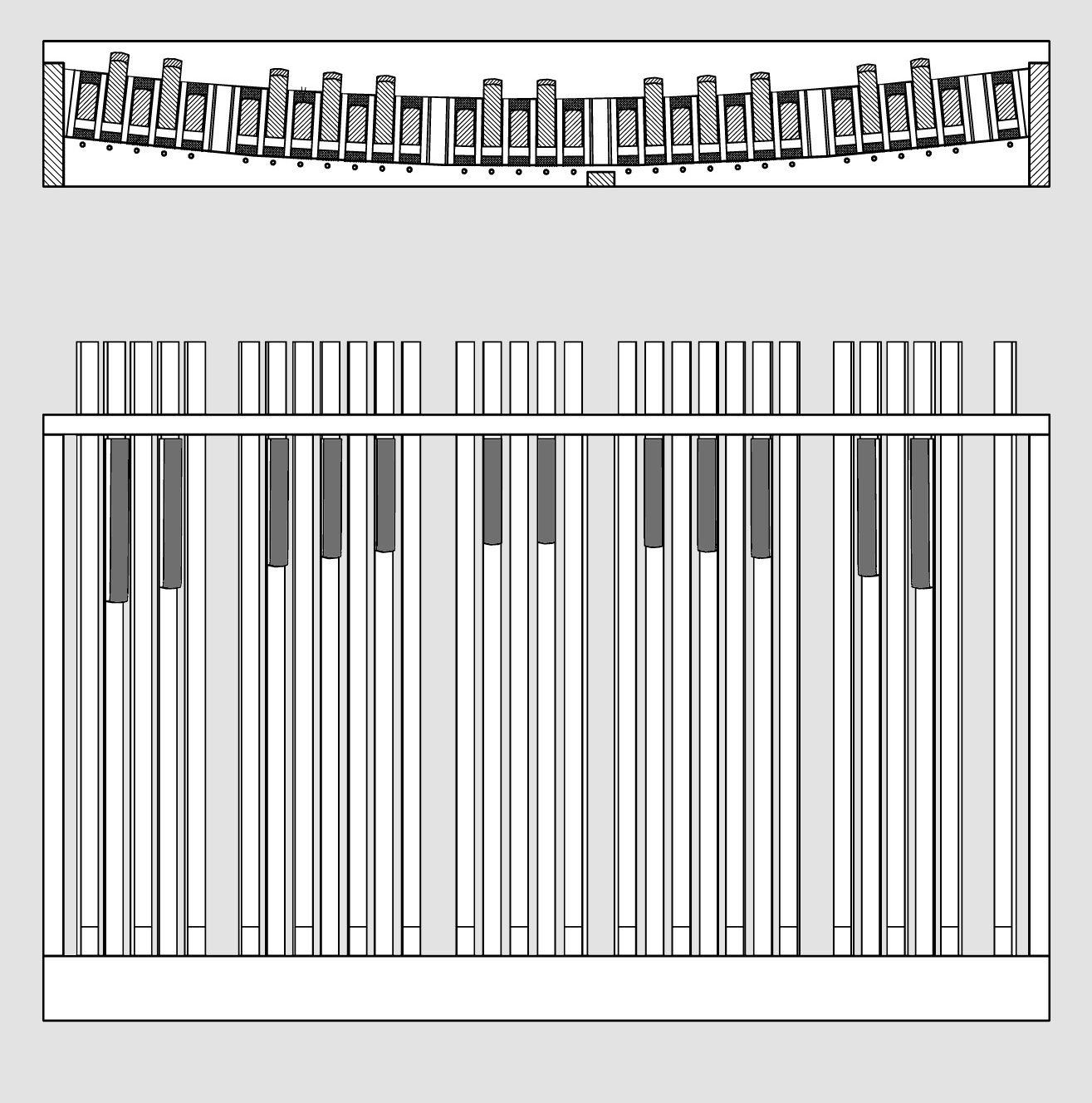
Pédalier BDO standard
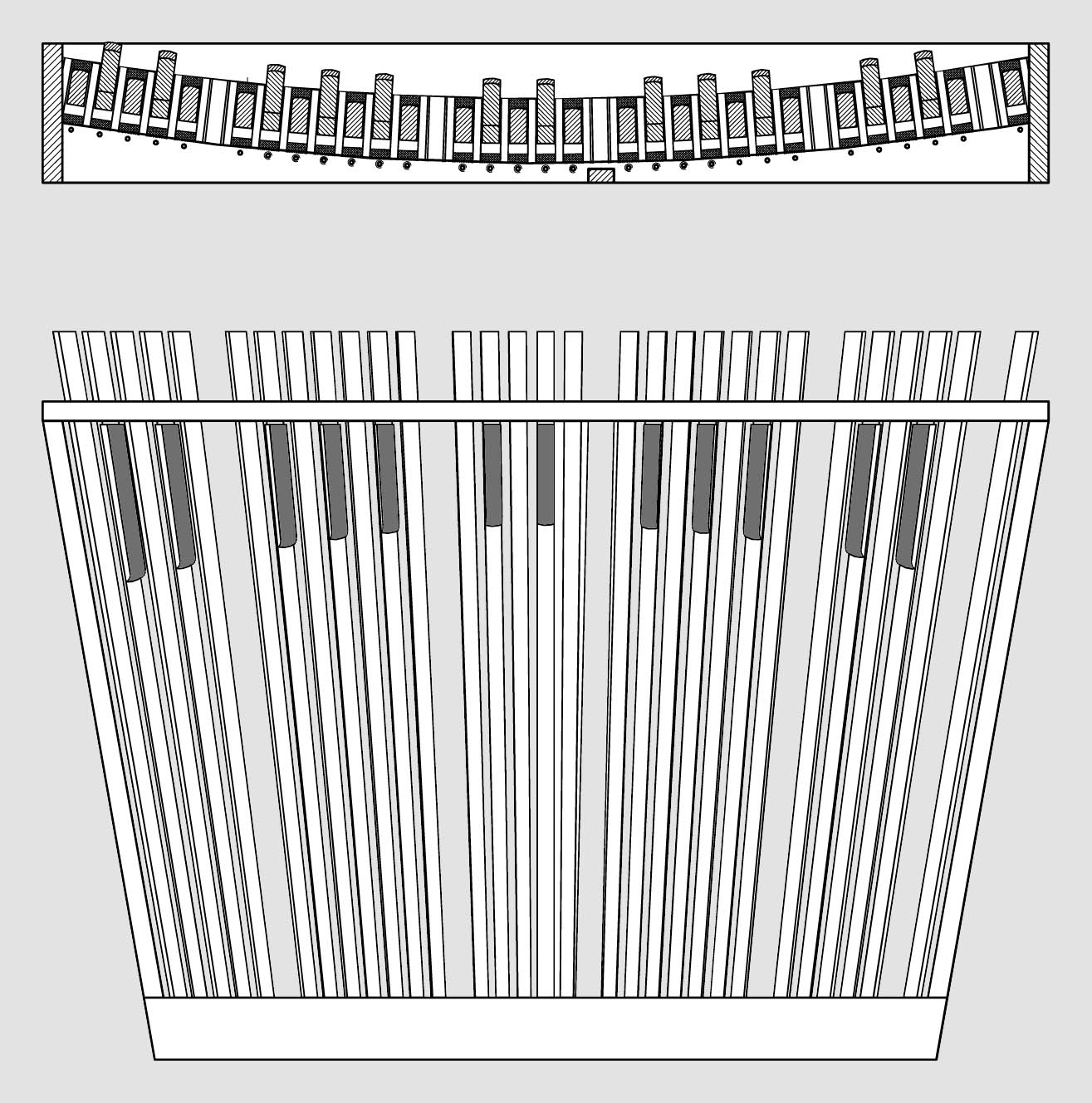
Pédalier BDO radial
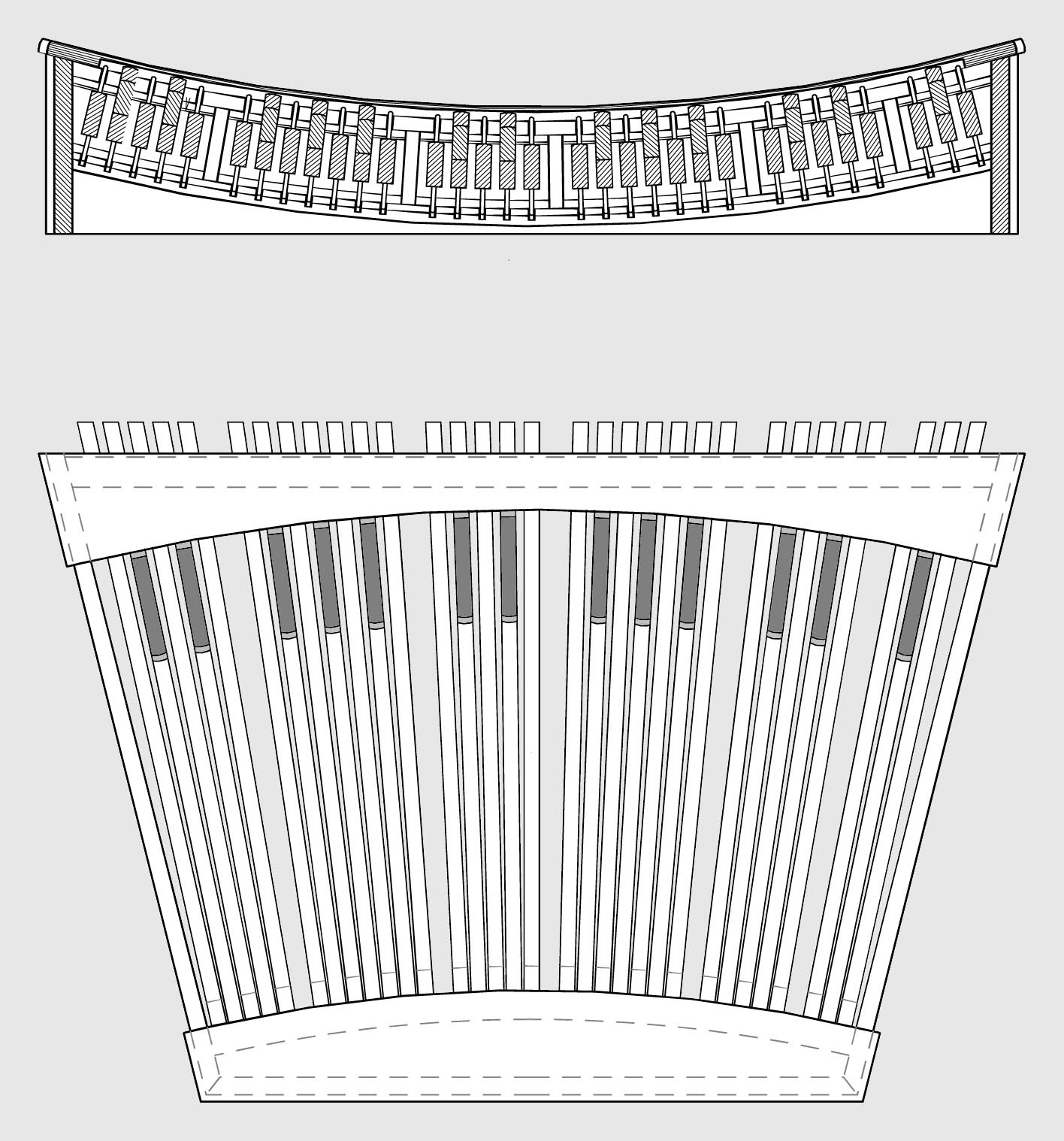
Pédalier AGO

### Comparaison AGO / BDO et ergonomie
Les techniques de toucher diffèrent entre le pédalier américain (AGO) et le pédalier européen (BDO). D'abord la distance entre les marches est différente, de sorte que pour une même étendue de 32 marches, le pédalier AGO est moins large de 5 cm. Alors que le pédalier BDO concave à marches parallèles favorise le jeu avec les pointes, rendant le jeu avec les talons un peu plus délicat. Le pédalier américain avec les marches en éventail favorise plus le jeu legato avec alternance du talon et de la pointe.
Le pédalier AGO favorise, contrairement au BDO, la pratique du glissando car il est plus ergonomique.
L'aplomb du pédalier par rapport aux claviers est d'une grande importance pour l'ergonomie de la console. La console idéale doit présenter un positionnement du pédalier en sorte que le front des dièses soit à peine devant la pointe des pieds lorsque les jambes pendent verticalement. Un pédalier trop enfoncé dans le soubassement (ce qui se rencontre souvent) oblige l'organiste à se maintenir en porte-à-faux, ce qui est extrêmement inconfortable et épuisant (risquant de causer des crampes et des douleurs lombaires). Cependant, comme tout le monde n'a pas des jambes de la même longueur, quelques consoles modernes offrent la possibilité d'avancer ou reculer le pédalier sans oublier le banc à hauteur réglable.

## Technique du pédalier
Comme son nom l'indique, le pédalier est un clavier conçu pour être joué avec les pieds. il nécessite donc un apprentissage spécifique qui fait partie de la formation de l'organiste.
Il existe deux écoles d'orgue en matière de technique de pédalier que l'on peut résumer ainsi :
- la technique qui n'utilise que les pointes ;
- la technique qui utilise talons et pointes.

### La technique des pointes

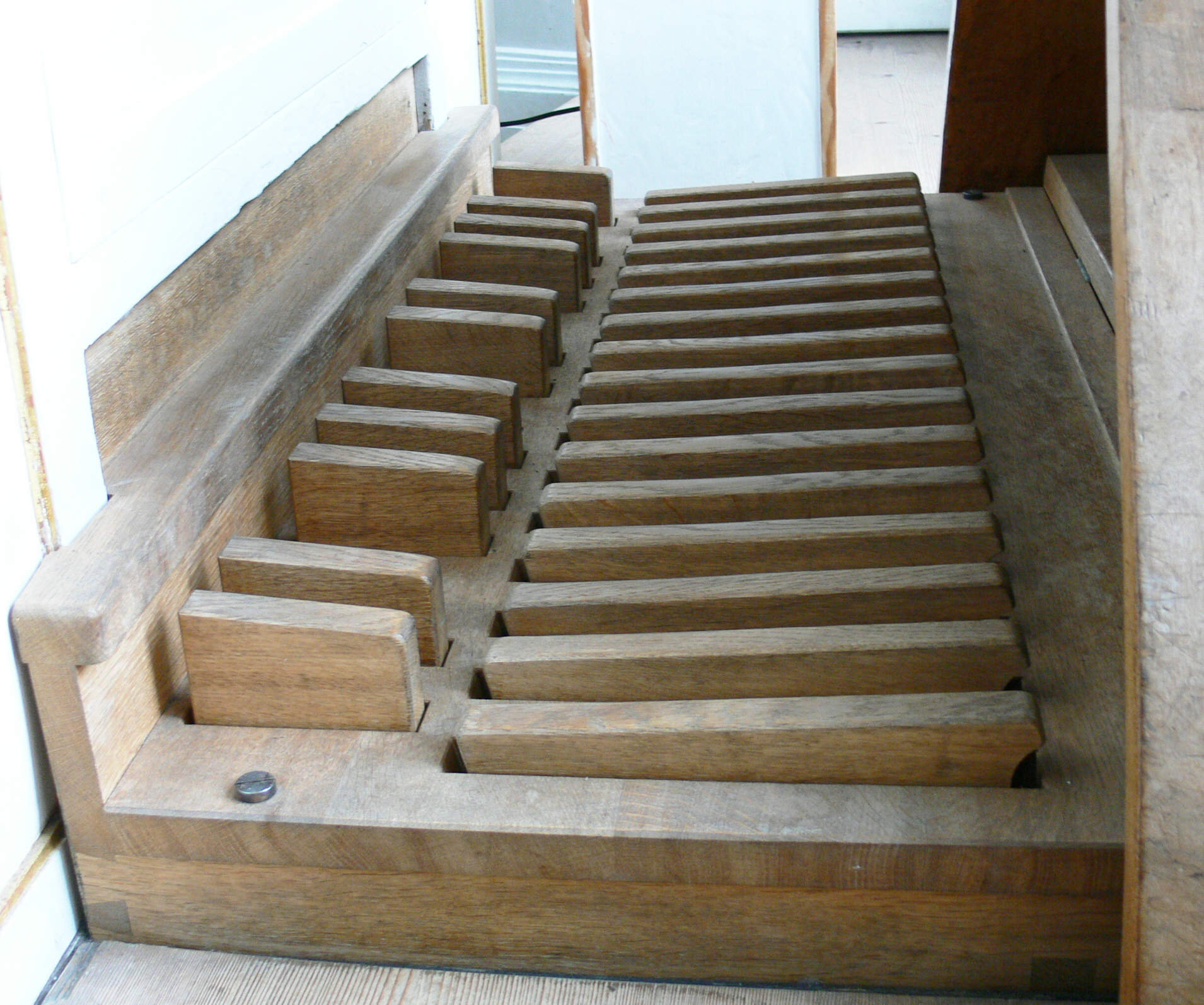
Pédalier de l'orgue de Weissenau (XVIIe siècle), conçu pour n'être joué qu'avec les pointes.

La technique des pointes enseigne une manière de toucher le pédalier qui consiste à utiliser exclusivement la pointe des pieds et prohibe a priori l'usage des talons. Cette technique repose sur deux justifications :
- en premier lieu, elle est considérée comme « historique », les recherches des musicologues tendant à prouver que c'est celle qui a toujours été privilégiée par les musiciens classiques, notamment Johann Sebastian Bach, ses contemporains, ses précurseurs et même longtemps après. La plupart des grands traits de virtuosité à la pédale écrits par Bach sont conçus pour n'être joués qu'avec les pointes. On peut citer comme cas d'école, entre autres, les traits de pédale solo des toccatas BWV 540, 564 et 566. Rappelons aussi que le type de pédalier « à la française » excluait de pouvoir utiliser les talons, les marches étant trop courtes et trop espacées ;
- en second lieu, elle est considérée comme naturelle du point de vue physiologique. Jouer avec la pointe des pieds permet d'utiliser l'articulation de la cheville pour contrôler l'enfoncement et le relever de la marche. La seule articulation qui permette de contrôler l'enfoncement et le relever du talon, c'est la cuisse, ce qui a pour conséquence une moins grande précision et une plus grande inertie. En outre les feintes (les marches des notes altérées) sont inaccessibles aux talons.

### La technique talons et pointes

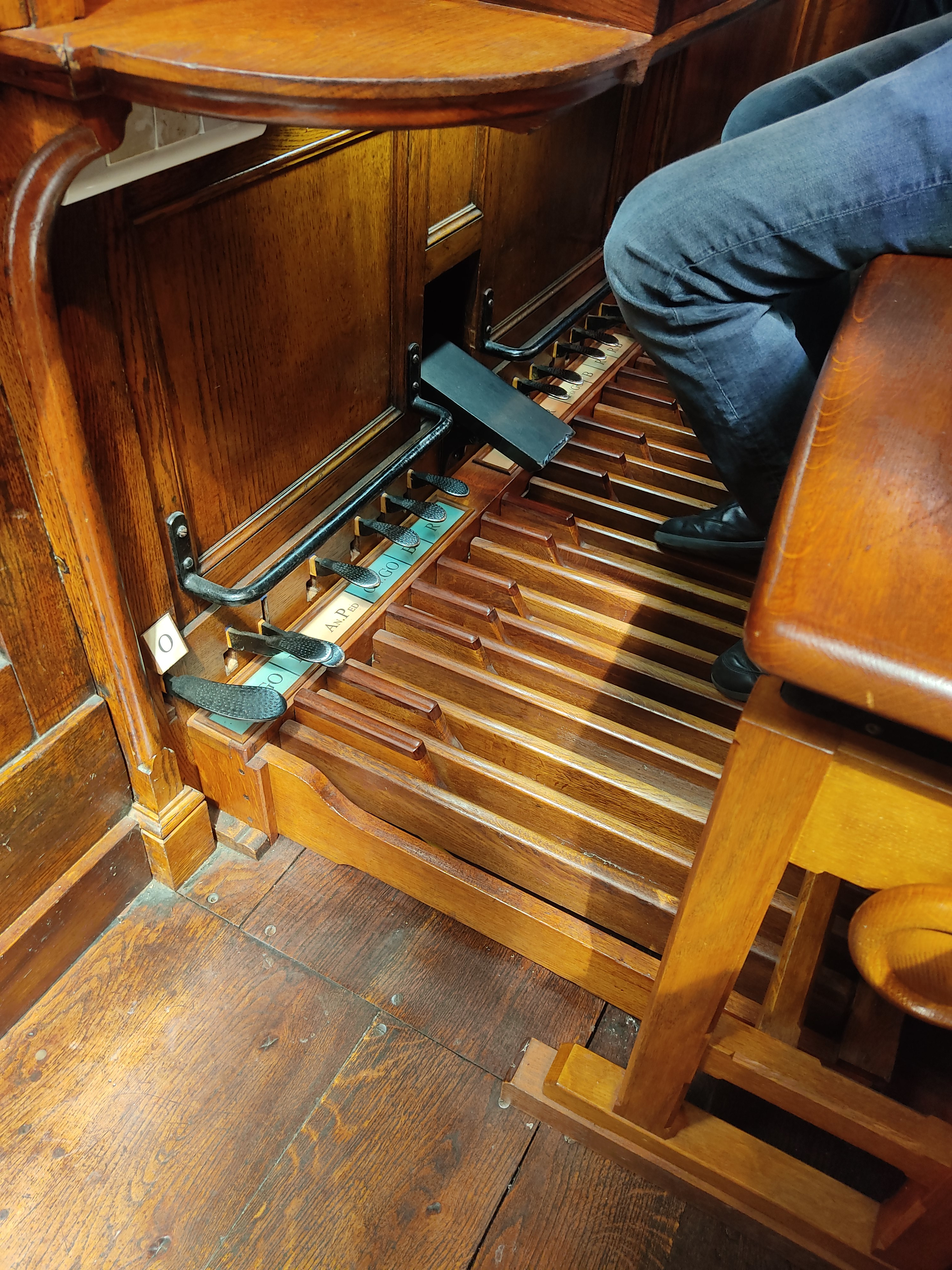
Pédalier du grand orgue de la cathédrale d'Orléans.

La technique talons et pointes enseigne une manière de toucher le pédalier qui consiste à se servir du double mouvement d'articulation et de rotation de la cheville pour utiliser la pointe ou le talon dans l'enfoncement et le relever des marches. Cette technique a aussi ses défenseurs et ses justifications :
- Certaines œuvres de référence de Jean-Sébastien Bach sont visiblement et techniquement écrites pour que les traits de pédale soient exécutés en utilisant les pointes et les talons. On entend par là que l'organiste aura de plus grandes difficultés à les exécuter en utilisant uniquement les pointes. On peut citer comme cas d'école le prélude et fugue en ré majeur BWV 532 que Bach avait d'ailleurs composé pour faire une démonstration de sa virtuosité au pédalier. Le thème de la fugue, ré mi fa mi ré, se joue plus facilement avec talons et pointes. Avec les pointes seules on a un chevauchement incessant des pieds, malaisé et risqué. Un autre cas d'école encore plus flagrant est le prélude de choral BWV 686 imposant une double partie de pédale. Déjà au début du XVIe siècle, Arnolt Schlick avait même composé un Ascendo ad Patrem meum comportant quatre voix simultanées à la pédale, exigeant l'emploi des talons.
- Le jeu legato est facilité par l'alternance talon-pointe, chaque pied ayant non plus un seul mais deux points d'appui. En fait, le jeu avec pointes seule mobilise les deux pieds pour enchaîner plusieurs notes alors que le jeu talon-pointe permet d'enchaîner plusieurs notes avec un seul pied.
- Dans des œuvres écrite pour l'orgue à partir de la fin du XIXe siècle, les compositeurs exigent de plus en plus de virtuosité au pédalier. Maurice Duruflé, Marcel Dupré et Jean Langlais, par exemple, demandent des accords de 3 et 4 notes à la pédale, des successions de tierces, quartes ou quintes, qu'il est évidemment totalement impossible de réaliser avec les pointes seules.

### Synthèse
Si l'on a pu observer par le passé quelques farouches défenseurs enfermés chacun dans leur camp, l'enseignement moderne de l'orgue ne privilégie aucune des deux techniques mais recommande plutôt la technique la plus adaptée au style de la pièce à exécuter. Encore qu'il n'y ait aucune règle figée, on peut dire qu'en général la technique des pointes seules sera utilisée pour la musique ancienne, notamment la musique baroque française, alors que la technique talons-pointes sera de bon aloi dans la musique symphonique, lorsqu'elle n'est pas tout simplement obligatoire dans la musique moderne.

## Autres pédaliers

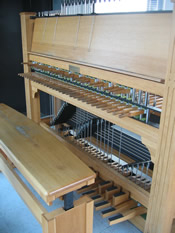
Pédalier d'une console de carillon

Il faut souligner que le pédalier n'est pas exclusivement utilisé dans l'orgue. Il a existé des clavecins, des harmoniums et des pianos équipés d'un pédalier. Cependant ces instruments ne sont plus utilisés aujourd'hui que rarement. En revanche le pédalier pour carillon, permettant de faire sonner les cloches les plus grosses, est toujours usité (quoique très rare et ne couvrant guère plus que l'étendue d'une octave).
On trouve également sur les orgues de variété (orgues jazz, orgues Hammond) des pédaliers raccourcis ne couvrant qu'une seule octave (13 marches). L'orgue Hammond B3 offre un pédalier plat de 25 marches (deux octaves).

## Pédaliers MIDI
Depuis l'apparition de la norme MIDI, il devient possible de connecter de façon standard un pédalier sur un piano numérique ou sur un ordinateur pour utiliser un logiciel d'émulation d'orgue. Cela permet de pratiquer le jeu de pied à la maison.
- Produits du commerce
- Fabrication maison (DIY midi organ pedalboard)
- Logiciel d'orgue virtuel :

### Note
1. 1 2  BDO (en allemand : Bund Deutscher Orgelbauer)
2. ↑  AGO, en anglais : American Guild of Organists